# Батюк Олександр Михайлович
Олекса́ндр Миха́йлович Батю́к (14 січня, 1960, Чернігів) — український лижник, заслужений майстер спорту СРСР із лижних гонок.
Чемпіон світу 1982 року (Норвегія), срібний призер XIV Зимових Олімпійських ігор у Сараєво 1984 року, учасник XV Зимових Олімпійських ігор у Калгарі (Канада) 1988 року. Впродовж 10 років входив до складу збірної команди СРСР із лижних гонок.
Член Федерації лижного спорту України, тренер національної збірної України з лижних перегонів. Мешкає у Чернігові. Його син — член Національної збірної України з біатлону Олександр Батюк.